# Bosruck
Le Bosruck est un sommet des Alpes, à 1 992 m, dans les Alpes d'Ennstal, en Autriche (limite entre le land de Styrie et la Haute-Autriche).